# 物部純子
物部 純子（ものべ じゅんこ、1972年9月10日 - ）は、四国放送の女性アナウンサー。福岡県福岡市出身。

## 人物
- 西南学院大学文学部英文学科卒業、1996年4月1日JRTに入社。
- 血液型はA型。
- 身長155cm。
- 少女時代はアイドル歌手志望。
- 小学6年生（12歳）→「日本ちびっこ歌謡大賞（日本テレビ）で九州代表として出場。それ以来、歌手への道を目指す。
- 平尾昌晃ミュージックスクール福岡校に入る。
- 中学2年生（13歳）「新人登龍門ビッグコンテスト」3000人の中からグランプリ！バーニングプロ・ボンド・フォーライフレコード・キングレコードから声が掛かり、東京でレコーディングと面接。
- 中学2年生（13歳）の時に、文化放送「スターは君だ！」九州代表。
- 高校2年生（17歳）、地元福岡の鳥肉屋さんからスカウトされ「三木かおり」の名でCMソング「華味鳥」を歌唱する。
- 中山千桂子・菊池桃子・ドラえもんのものまねが得意。そのため一部のリスナーからモノマネクイーン物部と呼ばれる事がある。
- 趣味は旅行・テレビを観ること・特技は歌うこと・阿波踊り。
- 好きな食べ物はお菓子や甘いもの全般。
- 好きな言葉はプロ意識。
- ペットとしてチワワを2匹を飼っているが、動物アレルギーを持っている事をラジオ大福の番組内で発言している。

## 出演

### テレビ番組

#### 現在
- ZIP!徳島ローカルパート枠（不定期）
- 徳島新聞ニュース (不定期)

#### 過去
- おはようとくしま
- マイシティとくしま
- くらしの情報
- 情報ナイト
- JRTスペシャル（不定期）
- 特別番組　生中継!戦後70年の阿波おどり　～レジェンドたちに愛を込めて～（2015年8月14日放送）
- 開幕!2016阿波おどり たっぷり中継!大乱舞（2016年8月12日放送）
- フォーカス徳島

### ラジオ番組

#### 現在
- となりのラジオ（月曜→火曜担当）
- ラジオ大福（水曜担当）
- アナのつぶやき
- 演歌deリクエスト
- JRTラジオ夕刊（不定期）

#### 過去
- 楽々らクラシック
- サタデージャンクション とんでもナイト
- えんやこらワイド
- 歌のない歌謡曲
- 週刊よし★じゅん

## 同期入社アナウンサー
- 中山千桂子